# Rough and Ready (California)
Rough and Ready es un lugar designado por el censo ubicado en el condado de Nevada en el estado estadounidense de California. En el año 2010 tenía una población de 963 habitantes.

## Geografía
Rough and Ready se encuentra ubicado en las coordenadas 39°13′43.49″N 121°8′13.07″O / 39.2287472, -121.1369639.